# Одэсан
Одэса́н (кор. 오대산; 五臺山), — горы и национальный парк на востоке Республики Корея, в провинции Канвондо. Имеет значение для корейского буддизма и туризма. Склоны гор покрыты густым лесом, площадь которого насчитывает более 300 км². Главный пик — Пиробо́н — имеет высоту 1563 метра над уровнем моря, что считается седьмой по размеру вершиной в стране.
В горах берёт начало река Намханган («Южный Ханган»).

## Национальный парк
Статус национального парка Одэсан был оформлен в 1975 году.

## Достопримечательности
Согласно порталу TripAdvisor, парк Одэсан и храм Вольчжонса занимают первое и второе места соответственно среди достопримечательностей Пхёнчхана.
- Каскад из девяти небольших водопадов — Курён
- Буддистский храм Вольчжонса — «монастырь ясной луны», и музей при храме[2], в котором находятся 9-ярусная пагода и каменная фигура сидящего Будды, бронзовый колокол, признанные «национальными сокровищами».
- В одном из горных храмов хранился список «Анналов Чосона», но во время японского колониального правления копии с горы Одэсан были перемещены в Токийский Императорский Университет, однако в результате землетрясения 1923 года были утеряны. Сейчас в одэсанском храме хранится реплика.

## Название
По одной версии, Одэсан (или гора Одэ) получил своё название из-за пяти плато, горных террас: Манвольдэ, Чаннёндэ, Кириндэ, Сансамдэ и Чигондэ.
По другой версии, название Одэсан это прочитанное на корейский манер название Утайшань — горы в Китае, чьё название также буквально: «Гора пяти высот». Один из монахов, обучавшихся в Китае, вернулся в Корею и назвал так местные горы.